# Ulf Dohlsten
Ulf Dohlsten, född 21 juni 1951 i Göteborg, är en svensk skådespelare och regissör.

## Biografi
Ulf Dohlsten blev upptäckt som 20-åring när han spelade amatörteater i Mölndal. Han engagerades för rollen som Lars-Erik i TV-serien Hem till byn 1971. Med god stöttning av skådespelaren Sture Ericson som spelade hans farfar i Hem till byn lyckades han komma in på scenskolan i Stockholm. Under 1970-talet var han engagerad vid Skånska Teatern och Stockholms stadsteater.
Under åren 1978–1998 var han konstnärlig ledare på Backa Teater i Göteborg. År 1986 spelade Ulf Dohlsten och Puck Ahlsell huvudrollerna i pjäsen Blodsbröder som blev en av de största publiksuccéerna på Göteborgs Stadsteater. 
Hagge Geigert engagerade Ulf och Puck till Lisebergsteatern 1987 där de fungerade som ett komiskt radarpar i en lång rad farser som Kuta och kör, Hotelliggaren, En man för mycket och Panik på kliniken. När Hagge drog sig tillbaka övertog Ulf och Puck ledningen för Lisebergsteatern, de spelade bland annat Hasse och Tages klassiker Fröken Fleggmans mustasch.
Dohlsten har blivit något av en specialist på att gestalta bortkomna och lätt förvirrade typer. Hans komiska förmåga har han fått visa hos Eva Rydberg på Fredriksdalsteatern i Helsingborg 1995, i Kent Anderssons revy på Aftonstjärnan 2003 och i Krister Classons fars Stulen kärlek på Lisebergsteatern 2004, en succé som senare gästspelade på Intiman i Stockholm och slutligen spelades på turné runt om i landet.
Sommaren 2006 medverkade han i folklustspelet Brännvin och fågelholkar – Söderkåkar reser västerut! på Vallarnas friluftsteater i Falkenberg. Sommaren 2008 regisserade han Krister Classons fars "Solsting och snésprång" på Vallarnas friluftsteater, en fars som blev en stor succé. Även under sommaren 2009 regisserade han "Virus i bataljonen", en fars av Lars Classon (son till Krister Classon) och Per Andersson, vilken sattes upp på Vallarna med premiär den 28 juni. Samma sommar spelade han även farsen Skaffa mig en tenor på Gunnebo slottsteater i Mölndal.
Under 1990-talet spelade Dohlsten klubbägaren Hasse Persson i TV3-serien Vita lögner (över 700 avsnitt).
Ulf Dohlsten är också verksam som regissör och som pedagog på scenskolan i Göteborg.

## Familj
Ulf Dohlsten har fyra barn:
- Dottern Sofia (född 1979) bor i England och är teaterproducent.
- John Dohlsten (född 1981) är musiker.
- Martin Dohlsten, född 1986, var tidigare fotbollsspelare i bl.a. Gais och Örgryte. Ulf spelade en gång in Martins mobilsvar.[1]
- Den yngste sonen Victor (1990) är skådespelare och författare.

## Filmografi (urval)

### Roller
- 1971–2006 – Hem till byn (TV-serie)
- 1988 – Polisen som vägrade ta semester (TV-serie)
- 1989 – Glenn och Gloria
- 1990 – En midsommarnattsdröm
- 1990 – Kurt Olsson – filmen om mitt liv som mej själv
- 1996 – Monopol
- 1997 – Vita Lögner (TV-serie)
- 1998 – Handelsresande i liv
- 2004 – Danslärarens återkomst (TV-serie)
- 2007 – Brännvin och fågelholkar – Söderkåkar reser västerut!

### Regi
- 2011 – En mor till salu

## Teater

### Roller (ej komplett)
| År   | Roll                      | Produktion                                                            | Regi             | Teater                     |
| ---- | ------------------------- | --------------------------------------------------------------------- | ---------------- | -------------------------- |
| 1984 | Lasse                     | Lasse i gatan Lars Forssell                                           | Eva Bergman      | Backa teater               |
| 1994 |                           | Omaka par Neil Simon                                                  | Arne Strömgren   | Lisebergsteatern           |
| 1995 | Krölle                    | Husan också! Åke Cato och Mikael Neumann                              | Hans Bergström   | Fredriksdalsteatern        |
| 2004 | Jerker Sjövander          | Stulen kärlek Krister Claesson                                        | Krister Claesson | Lisebergsteatern, Göteborg |
| 2005 | Jerker Sjövander          | Stulen kärlek Krister Classon                                         | Krister Classon  | Intiman                    |
| 2006 | Erik Klasén               | Brännvin och fågelholkar – Söderkåkar reser västerut! Gideon Wahlberg | Anders Albien    | Vallarnas friluftsteater   |
| 2008 | Riddaren av Ripafratta    | Värdshusvärdinnan Carlo Goldoni                                       | Peter Harryson   | Gunnebo slottsteater       |
| 2009 | Stjärntenoren Merelli     | Skaffa mig en tenor Ken Ludwig                                        | Anders Aldgård   | Gunnebo slottsteater       |
| 2011 | Sigismund Sülzheimer      | Vita Hästen Ralph Benatzky, Erik Charell och Hans Müller              | Anders Aldgård   | Riksteatern                |
| 2012 | Louis                     | Ladykillers Graham Linehan                                            | Lena Koppel      | Gunnebo slottsteater       |
| 2013 | Louis                     | Ladykillers Graham Linehan                                            | Lena Koppel      | Riksteatern                |
| 2013 | Kapten Alberto Bertorelli | 'Allå, 'allå, 'emliga armén David Croft och Jeremy Lloyd              | Anders Albien    | Fredriksdalsteatern        |

### Regi
| År   | Produktion             | Upphovsmän                                                                        | Teater                    |
| ---- | ---------------------- | --------------------------------------------------------------------------------- | ------------------------- |
| 2008 | Solsting och snésprång | Wilhelm Behrman och Gustaf Skördeman Bearbetning Lars Classon och Krister Classon | Vallarnas friluftsteater  |
| 2009 | Virus i bataljonen     | Lars Classon och Per Andersson                                                    | Vallarnas friluftsteater  |
| 2010 | En mor till salu       | Lars Classon och Per Andersson                                                    | Vallarnas friluftsteater  |
| 2015 | Bröllop i kikar'n      | Lars Classon och Jojje Jönsson                                                    | Vallarnas friluftsteater  |
| 2016 | Jäkelskap i kikar'n    | Lars Classon och Jojje Jönsson                                                    | Vallarnas friluftsteater  |
| 2017 | Soldat Fabian Bom      | Nils Poppe Bearbetning Lars Classon och Jojje Jönsson                             | Vallarnas friluftsteater  |
| 2018 | Pilsner & penseldrag   | Gideon Wahlberg Bearbetning Lars Classon och Jojje Jönsson                        | Vallarnas friluftsteater  |
| 2021 | Sådan far              | Ola Hedén                                                                         | Riksteatern/ Teater Allan |